# Nová dobrodružství Medvídka Pú
Nová dobrodružství Medvídka Pú (v anglickém originále The New Adventures of Winnie the Pooh) je americký animovaný televizní seriál z produkce společnosti Walt Disney. Tento seriál je vhodný pro děti předškolního věku. Tento seriál byl v USA odvysílaný na Disney Channel od 17. ledna 1988 do 26. října 1991. Bylo vyrobeno celkem 50 dílů (82 segmentů, 32 dílů je složeno ze dvou epizod). V zemích bývalého Východního bloku, jako bylo Československo nebo Rusko, byl tento seriál odvysílaný až po pádu Železné opony.
Každý díl je dlouhý přibližně 22 minut.

## Vysílání v Česku
V Československu, resp. v Česku, bylo postupně odvysíláno všech 50 dílů (82 segmentů). Nejprve bylo prvních 39 dílů odvysíláno v roce 1993 na ČT, potom bylo dalších několik dílů odvysíláno v roce 1994 na TV Nova. V letech 2004 - 2005 Studio Virtual předabovalo většinu dílů. Během roku 2004 musel Stanislav Fišer ukončit kariéru v důsledku odebrání hlasivek. Z tohoto důvodu ho nahradil Dalimil Klapka. V letech 2014 - 2015 společnost SDI Media předabovala díly 1 - 20 a dále díly 45 - 50. Od 13. března do 1. května 2015 byl tento seriál odvysílaný na ČT :D, která odvysílala kompletních 50 dílů (82 segmentů). Bylo tak odvysíláno kompletních 50 dílů (82 segmentů).

## Dabing
| postava     | 1. Dabing         | 2. Dabing       | 3. Dabing                      | 4. Dabing      |
| ----------- | ----------------- | --------------- | ------------------------------ | -------------- |
| Medvídek Pú | Jiří Knot         | Jiří Knot       | Jiří Knot                      | Jiří Knot      |
| Tygr        | Ota Jirák         | Ota Jirák       | Ota Jirák                      | Ota Jirák      |
| Prasátko    | Ladislav Potměšil | David Prachař   | Tomáš Juřička                  | Tomáš Juřička  |
| Králík      | Stanislav Fišer   | Stanislav Fišer | Stanislav Fišer/Dalimil Klapka | Dalimil Klapka |
| Ijáček      | Radan Rusev       | Radan Rusev     | Jaroslav Vlach                 | Jaroslav Vlach |
| Sova        | Bohuslav Kalva    | Bohuslav Kalva  | Bohuslav Kalva                 | Bohuslav Kalva |
| Sysel       | Václav Vydra      | Václav Vydra    | Václav Vydra                   | Václav Vydra   |